# Chechu Dorado
José Antonio Dorado Ramírez (Córdoba, Andalucía, España, 10 de julio de 1982), más conocido como Chechu Dorado, es un futbolista español. Juega como defensa y su equipo es la Club de Fútbol Santa Anastasia de la Regional Preferente Aragón Grupo 1.

## Trayectoria
Categorías inferiores
Comenzó a jugar al fútbol en su ciudad natal, pasando por las categorías inferiores del Córdoba C. F., para terminar destacando en el Séneca. El Real Zaragoza se fijó en él, en un campeonato de selecciones territoriales. A pesar de contar con ofertas de otros clubes de Primera, como el R. C. D. Espanyol y Real Valladolid C. F., se comprometió con el Real Zaragoza, donde rápidamente demostró sus cualidades. Central zurdo de exquisita calidad técnica, aporta mucha salida de balón, a la vez que su extraordinaria colocación hace que la anticipación sea una de sus virtudes.
Real Zaragoza "B"
Tras destacar en los equipos juveniles del club maño, y todavía en edad juvenil, hizo la pretemporada con el Real Zaragoza en Benasque a las órdenes de Juan Manuel Lillo. Esa temporada fue la primera de las cuatro que defendió la camiseta del filial zaragocista, donde siempre gozó de la confianza de los técnicos, primero Manolo Villanova y después Jesús Solana.  Su gran rendimiento en el Zaragoza B no significó su ascenso al primer equipo, donde Paco Flores y Víctor Muñoz no apostaron por su salto a Primera en una decisión que supuso, a la postre, su salida cedido a la U. E. Lleida de Segunda División.
UE Lleida
En el equipo catalán fue un fijo en Segunda División, en una plantilla que contaba con futbolistas de la talla de Albert Crusat, Stankovic, Óscar García Junyent, Bruno Saltor o el veterano Chema Alonso. Ya en propiedad, Chechu Dorado continúo en Lérida acumulando experiencia en la División de Plata antes de dar un "paso atrás" con su fichaje por la Sociedad Deportiva Huesca, una decisión que terminó por relanzar su carrera. 
SD Huesca
De nuevo bajo las órdenes de Manolo Villanova, y rodeado de varios de los que habían sido sus compañeros en el Real Zaragoza B, Chechu Dorado consiguió el ansiado ascenso a Segunda con el Huesca. Fue después de una liga regular al máximo nivel, individual y colectivo, que concluyó en Écija con la eliminatoria decisiva para el ascenso. Ya en Segunda, Dorado y el Huesca mostraron su solvencia y capacidad para estar en la élite del fútbol español. Dos temporadas de éxitos que siginificaron en el verano de 2010 su fichaje por el Real Betis Balompié. 
Betis
El conjunto verdiblanco apostó por jugadores consagrados en Segunda para afrontar el retorno a Primera, después de fracasar en su primer año en el infierno. Dorado fue la referencia defensiva del equipo de Pepe Mel, ganándose el respeto de la afición de Heliópolis desde su llegada, marcando incluso goles decisivos a balón parado. La temporada concluyó con éxito, con el Real Betis de regreso a Primera, y con Chechu Dorado alcanzando el sueño de su vida. Por fin, después de una trabajada carrera, llegaba a la Liga de las Estrellas el verano de su 29 cumpleaños asegurando "pensé que el tren de Primera ya había pasado para mí". No era así, y el 27 de agosto de 2011, en un Granada 0 - Real Betis 1, Dorado debutó en Primera jugando los 90 minutos completando un gran partido.
La temporada de su debut en Primera resultó más que satisfactoria, siendo unos de los hombres más utilizados por Mel, con grandes actuaciones personales que le permitieron disfrutar de la liga de las estrellas. Meses después, la llegada de Paulao significó una pérdida de minutos que finalmente supuso su adiós al Betis mediada la temporada 2012-13, a falta de seis meses para la conclusión de su contrato. 
Villarreal
Con varias propuestas encima de la mesa, su futuro se unió al del Villarreal C. F. con el submarino amarillo en Segunda División y lejos de los puestos de ascenso. Apuesta personal de Marcelino García Toral, Chechu Dorado se hizo con un huecos el once, formando pareja defensiva con Mateo Musacchio. Antes de caer lesionado en el cuadríceps de su pierna derecha, Dorado disputó un total de 11 partidos con el Villarreal contribuyendo en el ascenso del equipo castellonense a Primera División. Tras una operación que le alejó tres meses de los terrenos de juego, Dorado afronta su tercera etapa en Primera, esta vez defendiendo la camiseta del Rayo Vallecano.

## Clubes
| Club                  | País   | Año       |
| --------------------- | ------ | --------- |
| Real Zaragoza "B"     | España | 2000-2004 |
| U. E. Lleida          | España | 2004-2007 |
| S. D. Huesca          | España | 2007-2010 |
| Real Betis Balompié   | España | 2010-2013 |
| Villarreal C. F.      | España | 2013-2015 |
| Rayo Vallecano        | España | 2015-2019 |
| Real Zaragoza         | España | 2019      |
| S. D. Ejea            | España | 2019-2022 |
| C. F. Santa Anastasia | España | 2022-     |